# Phacelia pauciflora
Phacelia pauciflora är en strävbladig växtart som beskrevs av S. Wats. Phacelia pauciflora ingår i Faceliasläktet som ingår i familjen strävbladiga växter. Inga underarter finns listade i Catalogue of Life.